# Otomops
Otomops là một chi động vật có vú trong họ Dơi thò đuôi, bộ Dơi. Chi này được Thomas miêu tả năm 1913. Loài điển hình của chi này là Nyctinomus wroughtoni Thomas, 1913.

## Các loài
Chi này gồm các loài: